# Список эверсов Российского императорского флота
В список включены все эверсы, состоявшие на вооружении Российского императорского флота.
Эверсы представляли собой небольшие одномачтовые суда с тендерным парусным вооружением. Имели широкий, суживающийся к корме корпус с низкими бортами, транцевой кормой, наклонный форштевенем без бушприта и шверцами. Палубы этих судов имели большую седловатость, под палубой в носовой части и на корме  зачастую обустраивались жилые помещения, в которые вёл люк средних размеров.
В российском флоте суда данного типа широкого распространения не получили. В начале XVIII века эти суда строились для нужд Каспийской флотилии России. Также эверсы применялись во время исследовательских экспедиций на Дальнем Востоке, однако сведений о включении этих судов в состав флота не сохранилось.

## Легенда
Список судов представлен по времени включения в состав флота, в случае одного года включения по размерам судов в порядке их убывания. Ссылки на источники информации для каждой строки таблиц списка и комментариев, приведённых к соответствующим строкам, сгруппированы и располагаются в столбце Примечания.
- Наименование — имя судна или его номер, в случае если они не сохранились или суда не имели наименований указывается Без названия, для однотипных судов без названий указывается их количество.
- Размер — длина судна в метрах.
- Верфь — место постройки судна.
- Дата закладки судна — начало строительства судна.
- Дата включения в состав флота — дата начала службы в составе флота.
- Дата вывода из состава флота — дата завершения службы в составе флота.
- История службы — основные даты, места и события.
- н/д — нет данных.

Сортировка может проводиться по любому из выбранных столбцов таблиц, кроме столбцов История службы и Примечания.

## Эверсы Каспийской флотилии
| Наименование          | Размер                                                                                 | Верфь                                                                                  | Закладка                                                                               | Вход                                                                                   | Выход                                                                                  | История службы                                                               | Прим.             |
| --------------------- | -------------------------------------------------------------------------------------- | -------------------------------------------------------------------------------------- | -------------------------------------------------------------------------------------- | -------------------------------------------------------------------------------------- | -------------------------------------------------------------------------------------- | ---------------------------------------------------------------------------- | ----------------- |
| Без названия          | 28,96                                                                                  | Казанская верфь                                                                        | июль 1721                                                                              | 1722                                                                                   | н/д                                                                                    | Сведений о плаваниях судна не сохранилось.                                   | [ 3 ] [ 4 ]       |
| Без названия          | 27,43                                                                                  | Казанская верфь                                                                        | июль 1721                                                                              | 1722                                                                                   | н/д                                                                                    | Сведений о плаваниях судна не сохранилось.                                   | [ 3 ] [ 4 ]       |
| Без названия          | 25,91                                                                                  | Казанская верфь                                                                        | июль 1721                                                                              | 1722                                                                                   | н/д                                                                                    | Сведений о плаваниях судна не сохранилось.                                   | [ 3 ] [ 4 ]       |
| 2 эверса без названия | Сведений о размерах судов не сохранилось.                                              | вервь в Нижнем Новгороде                                                               | н/д                                                                                    | 1722                                                                                   | н/д                                                                                    | Сведений о плаваниях судов не сохранилось.                                   | [ 3 ] [ 4 ]       |
| Вологда               | Сведений о размерах судов месте и времени их закладки не сохранилось.                  | Сведений о размерах судов месте и времени их закладки не сохранилось.                  | Сведений о размерах судов месте и времени их закладки не сохранилось.                  | 1722                                                                                   | н/д                                                                                    | Сведений о плаваниях судна не сохранилось.                                   | [ 2 ]             |
| Дербент               | Сведений о размерах судов месте и времени их закладки не сохранилось.                  | Сведений о размерах судов месте и времени их закладки не сохранилось.                  | Сведений о размерах судов месте и времени их закладки не сохранилось.                  | 1722                                                                                   | н/д                                                                                    | Сведений о плаваниях судна не сохранилось.                                   | [ 2 ]             |
| Кострома              | Сведений о размерах судов месте и времени их закладки не сохранилось.                  | Сведений о размерах судов месте и времени их закладки не сохранилось.                  | Сведений о размерах судов месте и времени их закладки не сохранилось.                  | 1722                                                                                   | н/д                                                                                    | Сведений о плаваниях судна не сохранилось.                                   | [ 2 ]             |
| Кронвал               | Сведений о размерах судов месте и времени их закладки не сохранилось.                  | Сведений о размерах судов месте и времени их закладки не сохранилось.                  | Сведений о размерах судов месте и времени их закладки не сохранилось.                  | 1722                                                                                   | н/д                                                                                    | Сведений о плаваниях судна не сохранилось.                                   | [ 2 ]             |
| Новый транжамент      | Сведений о размерах судов месте и времени их закладки не сохранилось.                  | Сведений о размерах судов месте и времени их закладки не сохранилось.                  | Сведений о размерах судов месте и времени их закладки не сохранилось.                  | 1722                                                                                   | н/д                                                                                    | Сведений о плаваниях судна не сохранилось.                                   | [ 2 ]             |
| Без названия          | Сведений о размерах судов месте и времени их закладки не сохранилось.                  | Сведений о размерах судов месте и времени их закладки не сохранилось.                  | Сведений о размерах судов месте и времени их закладки не сохранилось.                  | 1722                                                                                   | н/д                                                                                    | Сведений о плаваниях судна не сохранилось.                                   | [ 2 ]             |
| № 1                   | Сведений о размерах судов, сроках службы, месте и времени их постройки не сохранилось. | Сведений о размерах судов, сроках службы, месте и времени их постройки не сохранилось. | Сведений о размерах судов, сроках службы, месте и времени их постройки не сохранилось. | Сведений о размерах судов, сроках службы, месте и времени их постройки не сохранилось. | Сведений о размерах судов, сроках службы, месте и времени их постройки не сохранилось. | Принимал участие в Персидском походе, использовался для доставки артиллерии. | [ 5 ] [ 6 ]       |
| № 6                   | Сведений о размерах судов, сроках службы, месте и времени их постройки не сохранилось. | Сведений о размерах судов, сроках службы, месте и времени их постройки не сохранилось. | Сведений о размерах судов, сроках службы, месте и времени их постройки не сохранилось. | Сведений о размерах судов, сроках службы, месте и времени их постройки не сохранилось. | Сведений о размерах судов, сроках службы, месте и времени их постройки не сохранилось. | Принимал участие в Персидском походе, использовался для доставки артиллерии. | [ 5 ] [ 7 ] [ 8 ] |
| № 7                   | Сведений о размерах судов, сроках службы, месте и времени их постройки не сохранилось. | Сведений о размерах судов, сроках службы, месте и времени их постройки не сохранилось. | Сведений о размерах судов, сроках службы, месте и времени их постройки не сохранилось. | Сведений о размерах судов, сроках службы, месте и времени их постройки не сохранилось. | Сведений о размерах судов, сроках службы, месте и времени их постройки не сохранилось. | Принимал участие в Персидском походе, использовался для доставки артиллерии. | [ 5 ]             |
| № 32                  | Сведений о размерах судов, сроках службы, месте и времени их постройки не сохранилось. | Сведений о размерах судов, сроках службы, месте и времени их постройки не сохранилось. | Сведений о размерах судов, сроках службы, месте и времени их постройки не сохранилось. | Сведений о размерах судов, сроках службы, месте и времени их постройки не сохранилось. | Сведений о размерах судов, сроках службы, месте и времени их постройки не сохранилось. | Принимал участие в Персидском походе.                                        | [ 5 ] [ 9 ]       |

### Комментарии
1. ↑  95 футов.
2. ↑  90 футов.
3. ↑  85 футов.